# ZYX (gruppo musicale)
Le ZYX (ジックス) sono state un gruppo musicale pop giapponese formatosi nel 2003. Il gruppo, nato come parte della Hello! Project Kids, è stato guidato da Mari Yaguchi, membro delle Morning Musume.

## Storia
Il secondo progetto nato a partire dalle ZYX è stato quello chiamato Aa! nel 2003, mentre nel 2004 dalle ZYX si sono originate le Berryz Kobo. Proprio nel 2004, quando Saki Shimizu e Momoko Tsugunaga sono entrate nelle Berryz Kobo, l'attività delle ZYX è terminata.
Dal 2009 al 2011 il gruppo ha preso il nome ZYX-α.

## Formazione
- ZYX
- Mari Yaguchi (Leader)
- Erika Umeda (fino al 2009)
- Saki Shimizu
- Maimi Yajima
- Momoko Tsugunaga
- Megumi Murakami

ZYX-α
- Risa Niigaki (Leader) (fino al 2012)
- Momoko Tsugunaga
- Chinami Tokunaga (fino al 2015)
- Maasa Sudō (fino al 2015)
- Koharu Kusumi (fino al 2009)
- Ayaka Wada
- Saki Ogawa (fino al 2011)